# دستاشو مشت کرده
«دستاشو مشت کرده» تک‌آهنگی اعتراضی از هیچ‌کس، رپر ایرانی، است که در واکنش به اعتراضات آبان ۱۳۹۸ ایران و با هدف حمایت از معترضان خوانده شده‌است. هیچ‌کس پیش از این تک‌آهنگ سه سال بود که هیچ ترانه‌ای منتشر نکرده بود و از همین رو انتشار این اثر منجر به غافلگیری گسترده مخاطبان شد. ترانه توجهات و واکنش‌های بسیاری را در فضای سایبر به خود اختصاص داد. محتوای این ترانه عموماً پیرامون وضعیت معیشتی مردم و نحوه سرکوب اعتراضات اعتراضات آبان ۱۳۹۸ ایران است. انتشار این ترانه تحت شرایطی صورت گرفت که بسیاری از خوانندگان، شُعرا و ترانه‌سرایان در قبال رویدادهای اخیر سکوت کردند، برخلاف اعتراضات ۱۳۸۸ ایران که منجر به موج عظیمی از واکنش‌ها و انتشار آثار از سوی این طیف هنری شد. این ترانه به نخستین اثر هنری مرتبط با اعتراضات ۱۳۹۸ ایران بدل گشت.

## استقبال
انتشار این ترانه در همان ابتدای کار با استقبال گسترده مردم در رسانه‌ها و شبکه‌های اجتماعی همراه گشت، یکی از دلایل اصلی این استقبال دور از انتظار این بود که دستاشو مشت کرده نخستین ترانه هیچ‌کس پس از سه سال سکوت بود. بر پایه گزارش ساوندکلاود، شمار بازپخش این ترانه رقمی بیش از ۱۵۰ هزار بار بوده است. سرعت دانلود، لایک و بازنشر نخستین توییتی که اقدام به انتشار نسخه اولیه این ترانه کرد به حدی بالا بود که با توییت‌های جنجالی ستارگان هنری و چهره‌های شاخص جهان مقایسه شد، تا جایی که سرعت اوج‌گیری ارقام در توییتر فارسی با بیش از ۶ هزار بار ریتوییت و بیش از ۲۰ هزار لایک، آنهم فقط در اوایل انتشار توییت و فقط برای یک فایل صوتی، کم‌نظیر ارزیابی شد.

## تولید و محتوا
متن این ترانه به قلم خود هیچ‌کس نوشته شده و تنظیم و آهنگسازی اثر نیز به سان آثار قبلی این خواننده بر عهده مهدیار آقاجانی بوده. رادیو فردا در تحلیلی وجود ایرادات وزنی در این ترانه را بابت «اثرات احساسی اعتراضات و روایت‌های تلخ ترانه» دانست، بی‌بی‌سی فارسی در تحلیلی دیگر خروج گاه‌وبیگاه این قطعه از وزن و قافیه را بابت این می‌داند که نگارنده ترانه مایل نبوده تا محتوای اثر را فدای وزن و قافیه نماید. همچنین موسیقی ترانه همسو و هماهنگ با سوز اثر انگاشته شده و فضاسازی‌ها و نت‌های فریادگونه در ترکیب با صدای مردم در جریان اعتراضات تلفیقی خلاقانه و اثرگذار قلمداد شده‌است و ترانه‌ای در ظاهر ساده اما اثرگذار و به‌خصوص را خلق کرده‌است. هیچ‌کس پیش از این در ترانه یه روز خوب میاد نسبت به برخوردهای حکومت با اعتراضات ۱۳۸۸ واکنش نشان داده بود، در میان انبوه آثار حمایتی و اعتراضی مرتبط با سرکوب اعتراضات در آن دوران، این اثر هیچ‌کس در کنار ترانه تفنگت را زمین بگذار از محمدرضا شجریان جزو ترانه‌های به یادماندنی آن دوران شدند، آثاری که در نیل به اهدافشان که نوید خشونت پرهیزی و کامیابی می‌دادند تا یک دهه بعد ناکام ماندند.

## نوشتارهای مرتبط
- اعتراضات آبان ۱۳۹۸ ایران
- پیامدهای انتخابات ریاست‌جمهوری دهم ایران
- تفنگت را زمین بگذار
- هنر اعتراضی
- ترانه اعتراضی